# Almyra

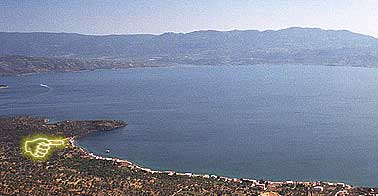
Die Bucht Almyra auf Methana

Almyra (griechisch Αλμύρα (f. sg.)) ist ein Strand und eine Bucht am südlichen Rand des Fischerorts Vathy an der Westküste der Halbinsel Methana in Griechenland. Vor dieser Bucht befinden sich im Meer die Reste der antiken Stadt Methana, die im Anschluss an den historischen Vulkanausbruch (etwa 230 v. Chr.) auf Methana im Meer versank. Etwa 150 m nordöstlich der Bucht erhebt sich der kleine Vulkandom mit den Resten des Paleokastro, der antiken Akropolis von Methana.
Koordinaten: 37° 35′ 3″ N, 23° 20′ 55″ O